# 埼玉県小学校一覧
埼玉県小学校一覧（さいたまけんしょうがっこういちらん）は、埼玉県の小学校の一覧。

## 国立小学校
- 埼玉大学教育学部附属小学校

## 公立小学校

### さいたま市

#### 西区
- さいたま市立指扇小学校
- さいたま市立馬宮東小学校
- さいたま市立馬宮西小学校
- さいたま市立植水小学校
- さいたま市立大宮西小学校
- さいたま市立栄小学校
- さいたま市立宮前小学校
- さいたま市立指扇北小学校

#### 北区
- さいたま市立東大成小学校
- さいたま市立日進小学校
- さいたま市立日進北小学校
- さいたま市立宮原小学校
- さいたま市立植竹小学校
- さいたま市立大砂土小学校
- さいたま市立大宮別所小学校
- さいたま市立泰平小学校
- さいたま市立つばさ小学校

#### 大宮区
- さいたま市立上小小学校
- さいたま市立桜木小学校
- さいたま市立大宮小学校
- さいたま市立大宮東小学校
- さいたま市立大宮南小学校
- さいたま市立大宮北小学校
- さいたま市立三橋小学校
- さいたま市立大成小学校
- さいたま市立芝川小学校

#### 見沼区
- さいたま市立大砂土東小学校
- さいたま市立見沼小学校
- さいたま市立島小学校
- さいたま市立七里小学校
- さいたま市立東宮下小学校
- さいたま市立大谷小学校
- さいたま市立蓮沼小学校
- さいたま市立春岡小学校
- さいたま市立春野小学校
- さいたま市立片柳小学校
- さいたま市立海老沼小学校

#### 中央区
- さいたま市立与野本町小学校
- さいたま市立上落合小学校
- さいたま市立大戸小学校
- さいたま市立下落合小学校
- さいたま市立与野西北小学校
- さいたま市立鈴谷小学校
- さいたま市立与野八幡小学校
- さいたま市立与野南小学校

#### 桜区
- さいたま市立大久保小学校
- さいたま市立土合小学校
- さいたま市立栄和小学校
- さいたま市立大久保東小学校
- さいたま市立田島小学校
- さいたま市立新開小学校
- さいたま市立神田小学校
- さいたま市立中島小学校

#### 浦和区
- さいたま市立高砂小学校
- さいたま市立常盤小学校
- さいたま市立木崎小学校
- さいたま市立仲本小学校
- さいたま市立本太小学校
- さいたま市立北浦和小学校
- さいたま市立仲町小学校
- さいたま市立上木崎小学校
- さいたま市立岸町小学校
- さいたま市立針ヶ谷小学校
- さいたま市立大東小学校
- さいたま市立常盤北小学校

#### 南区
- さいたま市立辻小学校
- さいたま市立文蔵小学校
- さいたま市立南浦和小学校
- さいたま市立沼影小学校
- さいたま市立浦和大里小学校
- さいたま市立浦和別所小学校
- さいたま市立大谷口小学校
- さいたま市立大谷場小学校
- さいたま市立谷田小学校
- さいたま市立大谷場東小学校
- さいたま市立向小学校
- さいたま市立西浦和小学校
- さいたま市立善前小学校
- さいたま市立辻南小学校

#### 緑区
- さいたま市立三室小学校
- さいたま市立尾間木小学校
- さいたま市立原山小学校
- さいたま市立大門小学校
- さいたま市立野田小学校
- さいたま市立道祖土小学校
- さいたま市立中尾小学校
- さいたま市立大牧小学校
- さいたま市立芝原小学校
- さいたま市立美園小学校
- さいたま市立美園北小学校

#### 岩槻区
- さいたま市立岩槻小学校
- さいたま市立太田小学校
- さいたま市立柏崎小学校
- さいたま市立上里小学校
- さいたま市立河合小学校
- さいたま市立川通小学校
- さいたま市立慈恩寺小学校
- さいたま市立城北小学校
- さいたま市立城南小学校
- さいたま市立新和小学校
- さいたま市立徳力小学校
- さいたま市立西原小学校
- さいたま市立東岩槻小学校
- さいたま市立和土小学校

### 川越市
- 川越市立新宿小学校
- 川越市立泉小学校
- 川越市立今成小学校
- 川越市立牛子小学校
- 川越市立上戸小学校
- 川越市立大塚小学校
- 川越市立霞ヶ関北小学校
- 川越市立霞ヶ関小学校
- 川越市立霞ヶ関西小学校
- 川越市立霞ヶ関東小学校
- 川越市立霞ヶ関南小学校
- 川越市立川越小学校
- 川越市立川越第一小学校
- 川越市立川越西小学校
- 川越市立仙波小学校
- 川越市立高階北小学校
- 川越市立高階小学校
- 川越市立高階西小学校
- 川越市立高階南小学校
- 川越市立大東西小学校
- 川越市立大東東小学校
- 川越市立中央小学校
- 川越市立月越小学校
- 川越市立寺尾小学校
- 川越市立名細小学校
- 川越市立広谷小学校
- 川越市立福原小学校
- 川越市立古谷小学校
- 川越市立南古谷小学校
- 川越市立武蔵野小学校
- 川越市立山田小学校
- 川越市立芳野小学校

### 熊谷市
- 熊谷市立石原小学校
- 熊谷市立大麻生小学校
- 熊谷市立大幡小学校
- 熊谷市立籠原小学校
- 熊谷市立久下小学校
- 熊谷市立熊谷西小学校
- 熊谷市立熊谷東小学校
- 熊谷市立熊谷南小学校
- 熊谷市立桜木小学校
- 熊谷市立佐谷田小学校
- 熊谷市立玉井小学校
- 熊谷市立中条小学校
- 熊谷市立奈良小学校
- 熊谷市立成田星宮小学校
- 熊谷市立新堀小学校
- 熊谷市立別府小学校
- 熊谷市立三尻小学校
- 熊谷市立市田小学校
- 熊谷市立吉岡小学校
- 熊谷市立吉見小学校
- 熊谷市立妻沼小学校
- 熊谷市立長井小学校
- 熊谷市立秦小学校
- 熊谷市立妻沼南小学校
- 熊谷市立江南南小学校
- 熊谷市立江南北小学校

### 川口市
- 川口市立青木北小学校
- 川口市立青木中央小学校
- 川口市立朝日東小学校
- 川口市立朝日西小学校
- 川口市立安行小学校
- 川口市立安行東小学校
- 川口市立飯塚小学校
- 川口市立飯仲小学校
- 川口市立上青木小学校
- 川口市立上青木南小学校
- 川口市立神根小学校
- 川口市立神根東小学校
- 川口市立木曽呂小学校
- 川口市立在家小学校
- 川口市立幸町小学校
- 川口市立桜町小学校
- 川口市立里小学校
- 川口市立差間小学校
- 川口市立芝小学校
- 川口市立芝中央小学校
- 川口市立芝西小学校
- 川口市立芝樋ノ爪小学校
- 川口市立芝富士小学校
- 川口市立芝南小学校
- 川口市立慈林小学校
- 川口市立十二月田小学校
- 川口市立新郷小学校
- 川口市立新郷東小学校
- 川口市立新郷南小学校
- 川口市立辻小学校
- 川口市立戸塚小学校
- 川口市立戸塚綾瀬小学校
- 川口市立戸塚北小学校
- 川口市立戸塚東小学校
- 川口市立戸塚南小学校
- 川口市立中居小学校
- 川口市立仲町小学校
- 川口市立並木小学校
- 川口市立根岸小学校
- 川口市立鳩ヶ谷小学校
- 川口市立原町小学校
- 川口市立東本郷小学校
- 川口市立東領家小学校
- 川口市立舟戸小学校
- 川口市立本町小学校
- 川口市立前川小学校
- 川口市立南鳩ヶ谷小学校
- 川口市立前川東小学校
- 川口市立元郷小学校
- 川口市立元郷南小学校
- 川口市立柳崎小学校
- 川口市立領家小学校

### 行田市
- 行田市立忍小学校
- 行田市立南小学校
- 行田市立東小学校
- 行田市立西小学校
- 行田市立北小学校
- 行田市立太田小学校
- 行田市立見沼小学校
- 行田市立下忍小学校
- 行田市立埼玉小学校
- 行田市立泉小学校
- 行田市立桜ヶ丘小学校
- 行田市立南河原小学校

### 秩父市
- 秩父市立秩父第一小学校
- 秩父市立花の木小学校
- 秩父市立西小学校
- 秩父市立南小学校
- 秩父市立尾田蒔小学校
- 秩父市立原谷小学校
- 秩父市立久那小学校
- 秩父市立高篠小学校
- 秩父市立大田小学校
- 秩父市立影森小学校
- 秩父市立吉田小学校
- 秩父市立荒川東小学校
- 秩父市立荒川西小学校

### 所沢市
- 所沢市立荒幡小学校
- 所沢市立泉小学校
- 所沢市立牛沼小学校
- 所沢市立上新井小学校
- 所沢市立北小学校
- 所沢市立北秋津小学校
- 所沢市立北中小学校
- 所沢市立北野小学校
- 所沢市立小手指小学校
- 所沢市立伸栄小学校
- 所沢市立清進小学校
- 所沢市立中央小学校
- 所沢市立椿峰小学校
- 所沢市立所沢小学校
- 所沢市立富岡小学校
- 所沢市立中富小学校
- 所沢市立並木小学校
- 所沢市立西富小学校
- 所沢市立林小学校
- 所沢市立東所沢小学校
- 所沢市立松井小学校
- 所沢市立三ヶ島小学校
- 所沢市立南小学校
- 所沢市立美原小学校
- 所沢市立宮前小学校
- 所沢市立明峰小学校
- 所沢市立安松小学校
- 所沢市立柳瀬小学校
- 所沢市立山口小学校
- 所沢市立若狭小学校
- 所沢市立若松小学校
- 所沢市立和田小学校

### 飯能市
- 奥武蔵創造学園飯能市立奥武蔵小学校
- 飯能市立加治小学校
- 飯能市立加治東小学校
- 飯能市立精明小学校
- 飯能市立双柳小学校
- 飯能市立原市場小学校
- 飯能市立飯能第一小学校
- 飯能市立飯能第二小学校
- 飯能市立富士見小学校
- 飯能市立美杉台小学校
- 飯能市立南高麗小学校
- 飯能市立名栗小学校

### 加須市
- 加須市立加須小学校
- 加須市立加須南小学校
- 加須市立不動岡小学校
- 加須市立三俣小学校
- 加須市立礼羽小学校
- 加須市立大桑小学校
- 加須市立花崎北小学校
- 加須市立水深小学校
- 加須市立樋遣川小学校
- 加須市立志多見小学校
- 加須市立大越小学校
- 加須市立騎西小学校
- 加須市立田ケ谷小学校
- 加須市立種足小学校
- 加須市立鴻茎小学校
- 加須市立高柳小学校
- 加須市立北川辺西小学校
- 加須市立北川辺東小学校
- 加須市立大利根東小学校
- 加須市立元和小学校
- 加須市立豊野小学校
- 加須市立原道小学校

### 本庄市
- 本庄市立中央小学校
- 本庄市立本庄西小学校
- 本庄市立本庄東小学校
- 本庄市立本庄南小学校
- 本庄市立旭小学校
- 本庄市立北泉小学校
- 本庄市立仁手小学校
- 本庄市立藤田小学校
- 本庄市立児玉小学校
- 本庄市立共和小学校
- 本庄市立金屋小学校
- 本庄市立秋平小学校

### 東松山市
- 東松山市立市の川小学校
- 東松山市立大岡小学校
- 東松山市立青鳥小学校
- 東松山市立唐子小学校
- 東松山市立桜山小学校
- 東松山市立新宿小学校
- 東松山市立新明小学校
- 東松山市立高坂小学校
- 東松山市立野本小学校
- 東松山市立松山第一小学校
- 東松山市立松山第二小学校

### 春日部市
- 春日部市立粕壁小学校
- 春日部市立八木崎小学校
- 春日部市立内牧小学校
- 春日部市立豊春小学校
- 春日部市立武里小学校
- 春日部市立緑小学校
- 春日部市立幸松小学校
- 春日部市立豊野小学校
- 春日部市立備後小学校
- 春日部市立武里南小学校
- 春日部市立武里西小学校
- 春日部市立牛島小学校
- 春日部市立上沖小学校
- 春日部市立立野小学校
- 春日部市立正善小学校
- 春日部市立宮川小学校
- 春日部市立小渕小学校
- 春日部市立藤塚小学校
- 春日部市立桜川小学校
- 春日部市立南桜井小学校
- 春日部市立川辺小学校
- 春日部市立江戸川小中学校
- 春日部市立中野小学校

### 狭山市
- 狭山市立入間川小学校
- 狭山市立入間川東小学校
- 狭山市立入間野小学校
- 狭山市立御狩場小学校
- 狭山市立奥富小学校
- 狭山市立柏原小学校
- 狭山市立笹井小学校
- 狭山市立狭山台小学校
- 狭山市立山王小学校
- 狭山市立新狭山小学校
- 狭山市立広瀬小学校
- 狭山市立富士見小学校
- 狭山市立堀兼小学校
- 狭山市立水富小学校
- 狭山市立南小学校

### 羽生市
- 羽生市立岩瀬小学校
- 羽生市立川俣小学校
- 羽生市立新郷第一小学校
- 羽生市立新郷第二小学校
- 羽生市立須影小学校
- 羽生市立手子林小学校
- 羽生市立羽生北小学校
- 羽生市立羽生南小学校
- 羽生市立羽生東小学校

### 鴻巣市
- 鴻巣市立赤見台第一小学校
- 鴻巣市立赤見台第二小学校
- 鴻巣市立鴻巣北小学校
- 鴻巣市立鴻巣中央小学校
- 鴻巣市立鴻巣東小学校
- 鴻巣市立鴻巣南小学校
- 鴻巣市立田間宮小学校
- 鴻巣市立松原小学校
- 鴻巣市立馬室小学校
- 鴻巣市立箕田小学校
- 鴻巣市立吹上小学校
- 鴻巣市立大芦小学校
- 鴻巣市立小谷小学校
- 鴻巣市立下忍小学校
- 鴻巣市立共和小学校
- 鴻巣市立広田小学校
- 鴻巣市立屈巣小学校

### 深谷市
- 深谷市立深谷小学校
- 深谷市立深谷西小学校
- 深谷市立上柴東小学校
- 深谷市立上柴西小学校
- 深谷市立桜ヶ丘小学校
- 深谷市立藤沢小学校
- 深谷市立幡羅小学校
- 深谷市立常盤小学校
- 深谷市立大寄小学校
- 深谷市立明戸小学校
- 深谷市立豊里小学校
- 深谷市立八基小学校
- 深谷市立岡部小学校
- 深谷市立岡部西小学校
- 深谷市立榛沢小学校
- 深谷市立本郷小学校
- 深谷市立花園小学校
- 深谷市立川本北小学校
- 深谷市立川本南小学校

### 上尾市
- 上尾市立上尾小学校
- 上尾市立東町小学校
- 上尾市立今泉小学校
- 上尾市立大石小学校
- 上尾市立大石北小学校
- 上尾市立大石南小学校
- 上尾市立大谷小学校
- 上尾市立尾山台小学校
- 上尾市立上平小学校
- 上尾市立上平北小学校
- 上尾市立鴨川小学校
- 上尾市立瓦葺小学校
- 上尾市立芝川小学校
- 上尾市立中央小学校
- 上尾市立西小学校
- 上尾市立原市小学校
- 上尾市立原市南小学校
- 上尾市立東小学校
- 上尾市立平方小学校
- 上尾市立平方北小学校
- 上尾市立平方東小学校
- 上尾市立富士見小学校

### 草加市
- 草加市立草加小学校
- 草加市立高砂小学校
- 草加市立新田小学校
- 草加市立谷塚小学校
- 草加市立栄小学校
- 草加市立松原小学校
- 草加市立川柳小学校
- 草加市立瀬崎小学校
- 草加市立西町小学校
- 草加市立新里小学校
- 草加市立花栗南小学校
- 草加市立八幡小学校
- 草加市立新栄小学校
- 草加市立清門小学校
- 草加市立稲荷小学校
- 草加市立氷川小学校
- 草加市立八幡北小学校
- 草加市立長栄小学校
- 草加市立青柳小学校
- 草加市立小山小学校
- 草加市立両新田小学校

### 越谷市
- 越谷市立大相模小学校
- 越谷市立大沢小学校
- 越谷市立大沢北小学校
- 越谷市立大袋小学校
- 越谷市立大袋北小学校
- 越谷市立大袋東小学校
- 越谷市立大間野小学校
- 越谷市立荻島小学校
- 越谷市立川柳小学校
- 越谷市立蒲生小学校
- 越谷市立蒲生第二小学校
- 越谷市立蒲生南小学校
- 越谷市立北越谷小学校
- 越谷市立越ヶ谷小学校
- 越谷市立鷺後小学校
- 越谷市立桜井小学校
- 越谷市立桜井南小学校
- 越谷市立千間台小学校
- 越谷市立出羽小学校
- 越谷市立新方小学校
- 越谷市立西方小学校
- 越谷市立花田小学校
- 越谷市立東越谷小学校
- 越谷市立平方小学校
- 越谷市立増林小学校
- 越谷市立南越谷小学校
- 越谷市立宮本小学校
- 越谷市立明正小学校
- 越谷市立弥栄小学校
- 越谷市立城ノ上小学校

### 蕨市
- 蕨市立中央小学校
- 蕨市立中央東小学校
- 蕨市立東小学校
- 蕨市立西小学校
- 蕨市立南小学校
- 蕨市立北小学校
- 蕨市立塚越小学校

### 戸田市
- 戸田市立喜沢小学校
- 戸田市立笹目小学校
- 戸田市立笹目東小学校
- 戸田市立戸田第一小学校
- 戸田市立戸田第二小学校
- 戸田市立戸田東小学校
- 戸田市立戸田南小学校
- 戸田市立新曽小学校
- 戸田市立新曽北小学校
- 戸田市立美女木小学校
- 戸田市立美谷本小学校
- 戸田市立芦原小学校

### 入間市
- 入間市立豊岡小学校
- 入間市立黒須小学校
- 入間市立扇小学校
- 入間市立東金子小学校
- 入間市立金子小学校
- 入間市立宮寺小学校
- 入間市立藤沢小学校
- 入間市立藤沢南小学校
- 入間市立狭山小学校
- 入間市立西武小学校
- 入間市立藤沢東小学校
- 入間市立藤沢北小学校
- 入間市立仏子小学校
- 入間市立新久小学校
- 入間市立東町小学校
- 入間市立高倉小学校

### 朝霞市
- 朝霞市立朝霞第一小学校
- 朝霞市立朝霞第二小学校
- 朝霞市立朝霞第三小学校
- 朝霞市立朝霞第四小学校
- 朝霞市立朝霞第五小学校
- 朝霞市立朝霞第六小学校
- 朝霞市立朝霞第七小学校
- 朝霞市立朝霞第八小学校
- 朝霞市立朝霞第九小学校
- 朝霞市立朝霞第十小学校

### 志木市
- 志木市立志木小学校
- 志木市立志木第二小学校
- 志木市立志木第三小学校
- 志木市立志木第四小学校
- 志木市立宗岡小学校
- 志木市立宗岡第二小学校
- 志木市立宗岡第三小学校
- 志木市立宗岡第四小学校

### 和光市
- 和光市立白子小学校
- 和光市立新倉小学校
- 和光市立第三小学校
- 和光市立第四小学校
- 和光市立第五小学校
- 和光市立広沢小学校
- 和光市立北原小学校
- 和光市立本町小学校
- 和光市立下新倉小学校

### 新座市
- 新座市立大和田小学校
- 新座市立西堀小学校
- 新座市立片山小学校
- 新座市立第四小学校
- 新座市立八石小学校
- 新座市立東北小学校
- 新座市立野火止小学校
- 新座市立野寺小学校
- 新座市立池田小学校
- 新座市立新堀小学校
- 新座市立東野小学校
- 新座市立新座小学校
- 新座市立栄小学校
- 新座市立石神小学校
- 新座市立新開小学校
- 新座市立栗原小学校
- 新座市立陣屋小学校

### 桶川市
- 桶川市立朝日小学校
- 桶川市立桶川東小学校
- 桶川市立桶川西小学校
- 桶川市立桶川小学校
- 桶川市立加納小学校
- 桶川市立川田谷小学校
- 桶川市立日出谷小学校

### 久喜市
- 久喜市立青毛小学校
- 久喜市立青葉小学校
- 久喜市立江面小学校
- 久喜市立太田小学校
- 久喜市立清久小学校
- 久喜市立久喜北小学校
- 久喜市立久喜小学校
- 久喜市立久喜東小学校
- 久喜市立本町小学校
- 久喜市立小林小学校
- 久喜市立栢間小学校
- 久喜市立三箇小学校
- 久喜市立菖蒲小学校
- 久喜市立菖蒲東小学校
- 久喜市立栗橋西小学校
- 久喜市立栗橋南小学校
- 久喜市立栗橋小学校
- 久喜市立上内小学校
- 久喜市立桜田小学校
- 久喜市立砂原小学校
- 久喜市立東鷲宮小学校
- 久喜市立鷲宮小学校

### 北本市
- 北本市立石戸小学校
- 北本市立北小学校
- 北本市立中丸小学校
- 北本市立中丸東小学校
- 北本市立西小学校
- 北本市立東小学校
- 北本市立南小学校

### 八潮市
- 八潮市立八條小学校
- 八潮市立潮止小学校
- 八潮市立八幡小学校
- 八潮市立大曽根小学校
- 八潮市立松之木小学校
- 八潮市立中川小学校
- 八潮市立八條北小学校
- 八潮市立大瀬小学校
- 八潮市立大原小学校
- 八潮市立柳之宮小学校

### 富士見市
- 富士見市立鶴瀬小学校
- 富士見市立水谷小学校
- 富士見市立南畑小学校
- 富士見市立関沢小学校
- 富士見市立勝瀬小学校
- 富士見市立水谷東小学校
- 富士見市立諏訪小学校
- 富士見市立みずほ台小学校
- 富士見市立針ケ谷小学校
- 富士見市立ふじみ野小学校
- 富士見市立つるせ台小学校

### 三郷市
- 三郷市立早稲田小学校
- 三郷市立八木郷小学校
- 三郷市立戸ヶ崎小学校
- 三郷市立彦成小学校
- 三郷市立高州小学校
- 三郷市立吹上小学校
- 三郷市立桜小学校
- 三郷市立鷹野小学校
- 三郷市立新和小学校
- 三郷市立幸房小学校
- 三郷市立立花小学校
- 三郷市立彦糸小学校
- 三郷市立前谷小学校
- 三郷市立高州東小学校
- 三郷市立彦郷小学校
- 三郷市立丹後小学校
- 三郷市立前間小学校
- 三郷市立後谷小学校
- 三郷市立瑞木小学校

### 蓮田市
- 蓮田市立黒浜北小学校
- 蓮田市立黒浜小学校
- 蓮田市立黒浜西小学校
- 蓮田市立黒浜南小学校
- 蓮田市立蓮田北小学校
- 蓮田市立蓮田中央小学校
- 蓮田市立蓮田南小学校
- 蓮田市立平野小学校

### 坂戸市
- 坂戸市立浅羽野小学校
- 坂戸市立大家小学校
- 坂戸市立片柳小学校
- 坂戸市立上谷小学校
- 坂戸市立坂戸小学校
- 坂戸市立桜小学校
- 坂戸市立城山小学校
- 坂戸市立勝呂小学校
- 坂戸市立千代田小学校
- 坂戸市立入西小学校
- 坂戸市立南小学校
- 坂戸市立三芳野小学校

### 幸手市
- 幸手市立幸手小学校
- 幸手市立権現堂川小学校
- 幸手市立上高野小学校
- 幸手市立吉田小学校
- 幸手市立八代小学校
- 幸手市立行幸小学校
- 幸手市立長倉小学校
- 幸手市立さかえ小学校
- 幸手市立さくら小学校

### 鶴ヶ島市
- 鶴ヶ島市立鶴ヶ島第一小学校
- 鶴ヶ島市立鶴ヶ島第二小学校
- 鶴ヶ島市立新町小学校
- 鶴ヶ島市立杉下小学校
- 鶴ヶ島市立長久保小学校
- 鶴ヶ島市立栄小学校
- 鶴ヶ島市立藤小学校
- 鶴ヶ島市立南小学校

### 日高市
- 日高市立高麗川小学校
- 日高市立高麗小中学校
- 日高市立高萩小学校
- 日高市立高萩北小学校
- 日高市立高根小中学校
- 日高市立武蔵台小中学校

### 吉川市
- 吉川市立吉川小学校
- 吉川市立北谷小学校
- 吉川市立旭小学校
- 吉川市立栄小学校
- 吉川市立三輪野江小学校
- 吉川市立中曽根小学校
- 吉川市立関小学校
- 吉川市立美南小学校

### ふじみ野市
- ふじみ野市立福岡小学校
- ふじみ野市立駒西小学校
- ふじみ野市立上野台小学校
- ふじみ野市立西小学校
- ふじみ野市立元福小学校
- ふじみ野市立さぎの森小学校
- ふじみ野市立大井小学校
- ふじみ野市立鶴ヶ丘小学校
- ふじみ野市立東原小学校
- ふじみ野市立西原小学校
- ふじみ野市立亀久保小学校
- ふじみ野市立三角小学校
- ふじみ野市立東台小学校

### 白岡市
- 白岡市立篠津小学校
- 白岡市立白岡東小学校
- 白岡市立菁莪小学校
- 白岡市立西小学校
- 白岡市立南小学校

### 北足立郡
- 伊奈町立小室小学校
- 伊奈町立小針小学校
- 伊奈町立南小学校
- 伊奈町立小針北小学校

### 入間郡
- 三芳町立藤久保小学校
- 三芳町立上富小学校
- 三芳町立三芳小学校
- 三芳町立唐沢小学校
- 三芳町立竹間沢小学校
- 毛呂山町立泉野小学校
- 毛呂山町立川角小学校
- 毛呂山町立光山小学校
- 毛呂山町立毛呂山小学校
- 越生町立梅園小学校
- 越生町立越生小学校

### 比企郡
- 滑川町立福田小学校
- 滑川町立宮前小学校
- 滑川町立月の輪小学校
- 嵐山町立菅谷小学校
- 嵐山町立鎌形小学校
- 嵐山町立七郷小学校
- 嵐山町立志賀小学校
- 小川町立小川小学校
- 小川町立大河小学校
- 小川町立竹沢小学校
- 小川町立八和田小学校
- 小川町立みどりが丘小学校
- 川島町立伊草小学校
- 川島町立中山小学校
- 川島町立つばさ南小学校
- 川島町立つばさ北小学校
- 吉見町立東第一小学校
- 吉見町立東第二小学校
- 吉見町立南小学校
- 吉見町立西小学校
- 吉見町立北小学校
- 吉見町立西が丘小学校
- 鳩山町立今宿小学校
- 鳩山町立亀井小学校
- 鳩山町立鳩山小学校
- ときがわ町立玉川小学校
- ときがわ町立萩ヶ丘小学校
- ときがわ町立明覚小学校

### 秩父郡
- 横瀬町立横瀬小学校
- 皆野町立皆野小学校
- 皆野町立国神小学校
- 皆野町立三沢小学校
- 長瀞町立長瀞第一小学校
- 小鹿野町立小鹿野小学校
- 小鹿野町立三田川小学校
- 小鹿野町立長若小学校
- 小鹿野町立両神小学校
- 東秩父村立槻川小学校

### 児玉郡
- 美里町立東児玉小学校
- 美里町立松久小学校
- 美里町立大沢小学校
- 神川町立丹荘小学校
- 神川町立青柳小学校
- 神川町立渡瀬小学校
- 神川町立神泉小学校
- 上里町立賀美小学校
- 上里町立上里東小学校
- 上里町立神保原小学校
- 上里町立七本木小学校
- 上里町立長幡小学校

### 大里郡
- 寄居町立寄居小学校
- 寄居町立桜沢小学校
- 寄居町立折原小学校
- 寄居町立鉢形小学校
- 寄居町立男衾小学校
- 寄居町立用土小学校

### 南埼玉郡
- 宮代町立笠原小学校
- 宮代町立須賀小学校
- 宮代町立東小学校
- 宮代町立百間小学校

### 北葛飾郡
- 杉戸町立杉戸小学校
- 杉戸町立杉戸第二小学校
- 杉戸町立杉戸第三小学校
- 杉戸町立泉小学校
- 杉戸町立高野台小学校
- 杉戸町立西小学校
- 松伏町立松伏小学校
- 松伏町立松伏第二小学校
- 松伏町立金杉小学校

## 私立小学校
- 青山学院大学系属浦和ルーテル学院小学校
- 開智小学校
- 西武学園文理小学校
- さとえ学園小学校
- 星野学園小学校
- 開智所沢小学校